# Universiade d'été de 1970
Navigation
Édition précédente Édition suivante
La 6e édition de l'Universiade d'été, compétition internationale universitaire multi-sports, s'est déroulée du 26 août au 6 septembre 1970 à Turin, en Italie. 2 084 athlètes issus de 58 nations ont pris part aux différentes épreuves réparties dans 9 sports. La cérémonie d'ouverture s'est déroulée au Stadio Communale di Torino. Cette édition marquait la dernière fois que la République arabe unie était présente à l'Universiade d'été.

## Tableau des médailles
| Rang | Pays                 | Médaille d'or | Médaille d'argent | Médaille de bronze | Total |
| 1    | Union soviétique     | 26            | 17                | 15                 | 58    |
| 2    | États-Unis           | 22            | 18                | 11                 | 51    |
| 3    | Allemagne de l'Est   | 8             | 3                 | 4                  | 15    |
| 4    | Italie               | 4             | 4                 | 7                  | 15    |
| 5    | Japon                | 3             | 7                 | 5                  | 15    |
| 6    | Hongrie              | 3             | 6                 | 6                  | 15    |
| 7    | Allemagne de l'Ouest | 3             | 6                 | 4                  | 13    |
| 8    | Royaume-Uni          | 3             | 4                 | 7                  | 14    |
| 9    | Pologne              | 3             | 1                 | 5                  | 9     |
| 10   | Yougoslavie          | 3             | 1                 | 1                  | 5     |
| 11   | Pays-Bas             | 1             | 1                 | 2                  | 4     |
| 12   | Bulgarie             | 1             | 1                 | 1                  | 3     |
| 12   | Autriche             | 1             | 1                 | 1                  | 3     |
| 14   | France               | 1             | 0                 | 4                  | 5     |
| 15   | Roumanie             | 0             | 4                 | 2                  | 6     |
| 16   | Cuba                 | 0             | 2                 | 2                  | 4     |
| 17   | Australie            | 0             | 1                 | 0                  | 1     |
| 17   | Grèce                | 0             | 1                 | 0                  | 1     |
| 17   | Suède                | 0             | 1                 | 0                  | 1     |
| 17   | Tchécoslovaquie      | 0             | 1                 | 0                  | 1     |
| 21   | Canada               | 0             | 0                 | 1                  | 1     |
| 21   | Corée du Sud         | 0             | 0                 | 1                  | 1     |
| 21   | Madagascar           | 0             | 0                 | 1                  | 1     |
| 21   | Panama               | 0             | 0                 | 1                  | 1     |